# Dazel Jules
Dazel Jules (10 de agosto de 1967) es un deportista trinitense que compitió en atletismo. Ganó una medalla de plata en el Campeonato Mundial de Atletismo en Pista Cubierta de 1993, en la prueba de 4 × 400 m.

## Palmarés internacional
| Campeonato Mundial en Pista Cubierta | Campeonato Mundial en Pista Cubierta | Campeonato Mundial en Pista Cubierta | Campeonato Mundial en Pista Cubierta |
| Año                                  | Lugar                                | Medalla                              | Prueba                               |
| ------------------------------------ | ------------------------------------ | ------------------------------------ | ------------------------------------ |
| 1993                                 | Toronto (Canadá)                     | Medalla de plata                     | 4 × 400 m                            |